# Едгар Реріхт
Фрідріх Едгар Реріхт (нім. Friedrich Edgar Röhricht; 16 червня 1892 — 11 лютого 1967) — німецький воєначальник, генерал піхоти вермахту. Кавалер Лицарського хреста Залізного хреста.

## Біографія
Учасник Першої світової війни. Після демобілізації армії залишений в рейхсвері. В 1935 році переведений у Військове міністерство. З 1 грудня 1936 року — начальник оперативного відділу штабу 4-го армійського корпусу. З 1 травня 1939 року — командир 34-го піхотного полку. З 26 серпня 1939 року — начальник штабу 5-го армійського корпусу. З 10 жовтня 1939 року — начальник 4-го відділу (бойова підготовка) Генштабу сухопутних військ. З 26 жовтня 1940 по 16 червня 1942 року — начальник штабу 1-ї армії. З 3 жовтня 1942 року — командир 95-ї піхотної дивізії. Учасник Німецько-радянської війни. У вересні 1943 року виконував обов'язки командира 12-го, з грудня 1943 по січень 1944 року — 20-го армійського корпусу. З 10 червня 1944 по 29 січня 1945 року — командир 59-го армійського корпусу. В травні 1945 року взятий в полон радянськими військами. В 1947 році звільнений.

## Нагороди
- Залізний хрест 2-го і 1-го класу
- Хрест «За військові заслуги» (Австро-Угорщина) 3-го класу з військовою відзнакою
- Нагрудний знак «За поранення» в сріблі
- Почесний хрест ветерана війни з мечами
- Медаль «За вислугу років у Вермахті» 4-го, 3-го, 2-го і 1-го класу (25 років)
- Застібка до Залізного хреста 2-го і 1-го класу
- Німецький хрест в золоті (9 квітня 1943)
- Лицарський хрест Залізного хреста (15 травня 1944)